# Onondaga Creek
Onondaga Creek – rzeka w Stanach Zjednoczonych, w stanie Nowy Jork, w hrabstwie Onondaga. Długość cieku wynosi 43,8 km, powierzchnia zlewni zaś – 290 km². Rzeka jest jedną z dwóch rzek zasilających Jezioro Onondaga.
Onondaga Creek swój początek bierze niedaleko jednostki osadniczej Vesper, w miejscowości Tully. Rzeka płynie dalej przez Tulley Valley oraz miasto Syracuse, gdzie wpływa do Jeziora Onondaga.

Zlewnia rzeki

Głównymi dopływami rzeki są West Branch of Onondaga Creek, Hemlock Creek oraz Rattlesnake Gulf. Tereny zlewni to w 80% tereny leśne, rolnicze oraz wiejskie, w 20% zaś – tereny zurbanizowane.

## Hydrologia
Rzeka dostarcza do jeziora 40% całkowitej wody dostarczanej do niego. W pobliżu ujścia do rzeki wpływają składniki odżywcze i zawieszone osady, powoduje to spadek jakości wody. Problemy ze spadkiem jakości wody nasilają się głównie przy wysokich przepływach. W pobliżu ujścia wody gruntowe nieustannie zasilają rzekę w słoną wodę.

## Historia
Pierwsza osada wśród ujścia rzeki (obecny Syracuse) powstała ok. 1800 r., kiedy na okolicznych terenach budowano Kanał Erie oraz rozwijano produkcję soli na brzegach Jeziora Onondaga. Od tego czasu meandrująca rzeka była regularnie prostowana i kanalizowana. Miasto Syracuse sprzedawało tereny wokół rzeki, proces ten przyspieszył się na początku XX wieku, kiedy miasto nabyło prawa do ziem położonych niedaleko jeziora Skaneateles.
Po serii wielu powodzi, które nawiedziły okoliczne tereny na początku XX wieku, miasto Syracuse zbadało całą zlewnię rzeki. W raporcie, który ukazał się w 1927 wykazano, iż rzeki będące dopływami Onondaga Creek otrzymały więcej wody w wyniku m.in. opadów aniżeli sam Onondaga Creek, wobec czego powodzie w regionie mogą występować znacznie częściej. Inżynier, który przygotował raport zalecił wybudowanie dwóch zapór przeciwpowodziowych na rzece w obrębie rezerwatu dla Indian Onondaga. Miasto jednak nie posiadało ku temu stosownych funduszy. Indianie przebywający w rezerwacie sprzeciwili się zostawieniu rzeki w dotychczasowym stanie. W 1936 r. Kongres uchwalił ustawę, która miała ograniczać powodzie na rzekach. Zapewniło to środki na budowę zapór. Ok. 1940 r. zatwierdzony został projekt ochrony przeciwpowodziowej dla rzeki. Pod koniec lat 40 wybudowano jedną zaporę na rzece.

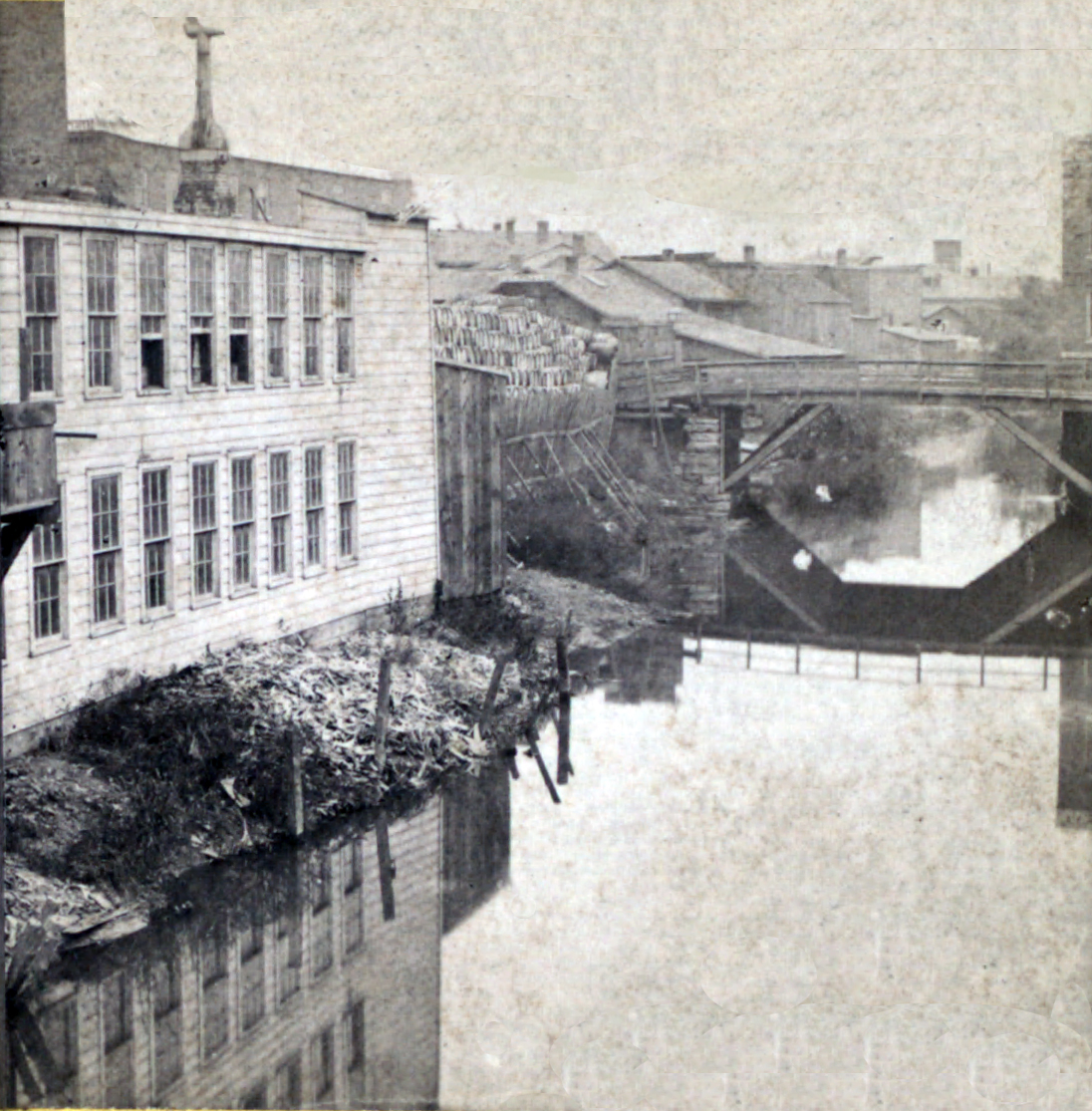
Rzeka w 1885